# Makreš
Makreš es un pueblo ubicado en el municipio de Staro Nagoričane, en la región Noreste, Macedonia del Norte.

## Superficie
Posee una superficie de 7,059 kilómetros cuadrados.

## Demografía
Hasta 2021 la población era de 32 habitantes, con una densidad de población de 4,533 habitantes por kilómetro cuadrado.